# Визиготи
Визиготи или Западни Готи су били германски народ који се током велике сеобе народа настанио на територији Западног римског царства, у областима јужне Галије и Хиспаније, где су током 5. века основали своју државу, Визиготску краљевину, која је опстала све до почетка 8. века.

## Визиготи у југоисточној Европи
Визиготи се први пут појављују као посебан народ 268. године кад су напали Римско царство и почели харати Балканом. Инвазија Визигота је помела римске провинције Панонију и друге провинције Илирика, а чак су запретили и Италији. Али Визиготи су у лето те године поражени код италијанско-словенске границе, а онда су потучени у бици код Ниша септембра 268. У следеће три године враћени су преко Дунава у серији похода цара Клаудија II и цара Аурелијана. Ипак задржали су поседе у Дакији, коју је Аурелијан напустио 271. године.
Кад су се населили у Дакији Визиготи прихватају Аријанизам, према коме се верује да Исус није један од облика Бога у Тројству, него да је посебно створен и нема божански епитет. То веровање је било у директној супротности са православљем. Иберијски Визиготи су припадали аријанизму до 589., када их краљ Рекаред I преводи у католике.
Готи су остали у Дакији до 376, када један од њихових вођа Фритигерн затражио од римског цара Валенса да им дозволи да се настане на јужној обали Дунава у својству федерата. Визиготи су се надали да ће ту наћи уточиште од Хуна, који су их потискивали ка западу и који нису имали могућности да пређу тако велику реку. Међутим, царски чиновници су лоше поступали с њима те су се Визиготи побунили и опустошили Тракију, на шта је Валенс одговорио покретањем војске с намером да их уништи, међутим, претрпео је тежак пораз код Хадријанопоља 378. године. Од тог тренутка, Визиготи су наизменично се борили против Римљана и склапали примирја с њима.
Битка код Хадријанопоља 378. године била је најзначајнија у том рату. Цар Валенс је био лоше обавештен о величини готске армије и упустио се у битку, у којој је цар убијен током битке, а Римљани потучени до ногу. Цела једна римска војска је нестала, а та вест је шокирала римски свет, присиљавајући први пут Римљане да преговарају са варварима и дозволе им да се населе на територији Римског царства.
Нови цар Теодосије I је склопио мир 381. са Атанариком, који је трајао до Теодосијеве смрти 395. године. Атанарик је међутим умро исте те године, те на власт долази Аларик I. Теодосија су наследили неспособни синови, Аркадије на истоку и Хонорије на западу. Аларик, способни визиготски вођа, 396. године покушао је да заузме Атину али није успео. Затим је покушао да уђе у Италију али је опет био одбијен. Године 410. након што су римске легије побиле породице (жене и децу) неких 30.000 германских ратника који су служили царству, Аларик је са Визиготима напао Рим и опљачкао га. Након неколико дана пљачкања, Визиготи су напустили град и кренули ка југу, с намером да оду у Африку али ту је Аларик напрасно умро, те су одустали од те намере. Његов наследник, Атаулф, повео је свој народ ка Галији. Суседна Хиспанија је још 409. године претрпела навалу Свева, Алана и Вандала. Под Валијом, Визиготи су склопили савез са Римљанима који су им 418. године дозволили да се населе у Галији, Аквитанији и делу Нарбонске Галије под условом да Визиготи истерају друге варварске народе са територије Царства. Визиготи су основали краљевство са седиштем у Тулузу, завладавши над локалним староседеоцима Галороманима. У Хиспанији су Свеви и Хаздинзи наставили са међусобним ратовима све до 421. када су се Хаздинзи спустили на југ, а потом отишли на Балеаре. Вандали су 429. године прешли у северну Африку и тамо основали Вандалско краљевство.

## Тулуска краљевина
Године 451. Визиготи имају важну улогу у бици на Каталаунским пољима у којој су под вођством римског војсковође Аеција победили и одбацили Хуне предвођене Атилом. Визиготи су се затим проширили на Иберијско полуострво, где су Свеви упали у Галицију и похарали је. Овладавши већим делом Хиспаније, Визиготи су наметнули своју власт тамошњим староседеоцима Хиспанороманима. Под другим великим визиготским краљем Еуриком, Визиготско краљевство постаје уједињено и 475. године коначно постиже потпуну независност од Западног римског царства које се ионако распало следеће године (476) свргавањем цара Ромула Августула.
У доба Еурикове владавине, визиготска држава је била најмоћнија варварска држава у позном 5. веку. Иако је Римско царство нестало, Еурик је одржао државни и правни континуитет постављањем темеља возиготског законодавства. Први визиготски кодекс носи Еуриково име.
Визиготско краљевство у Тулузу је уништио франачки краљ Хлодовех I 507. године у бици код Вујеа. У то доба, Визиготима је владао Аларик II, Еуриков син, који је погинуо у сукобу са Францима. Хлодовех је нешто раније прихватио правоверно хришћанство, те је одлучио да очисти Галију од јеретика, међу које су спадали и Визиготи, који су били аријанци. Борбу са Францима наставио је нови краљ, незаконити Аларихов син Гесалих (507—511), али без успеха — Франци су убрзо спалили Тулуз, а Гесалиха ухватили и погубили. Франке је зауставио остроготски краљ, Теодорик Велики, који је делимично страховао и за своје недавно утврђено краљевство у Италији, а делимично је бранио и интересе свог унука, Амалариха.
Визиготско краљевство се своди тада на Септиманију, а власт преузима Теодорик који је до своје смрти регентовао у име свог унука Амалариха. Амаларих се оженио са Хлодовеховом кћерком Клотилдом, међутим, кад је Хлодовех сазнао да је Амаларих злоставља и присиљава да прихвати аријанизам, Франци су опет напали на Визиготско краљевство, убили Амалариха и опљачкали и похарали разне градове. Тада на чело визиготске државе долази Теудис, остроготски генерал. Теудис је морао да се супротстави Византији јер је у то време византијски цар Јустинијан желео да поврати провинције које су запосели варварски народи, тако да су Византинци уништили Вандале у северној Африци, заузели Балеаре и отпочели серију ратова са Остроготима у Италији. Године 548. Теудис је убијен, а годину дана касније и његов син, Теудигисил. На престо је дошао Агила I, међутим, Атанагилд, његов супарник, позвао је у помоћ Византинце, те је уз помоћ мале флоте коју је Јустинијан послао са Сицилије, успео да победи Агилу који је побегао у Мериду где су га убили његови људи. Атанагилд је онда постао визиготски краљ, међутим, Византинци су заузели Картахену, Малагу и Кордобу и тамо остали следећих 70 година.

### Толедска краљевина
Након Атанагилдове смрти (568), на престо је ступио Леовигилд који је до 573. владао заједно са својим братом Лиувом. Леовигилд је преместио престоницу у срце Хиспаније, у Толедо, црквени и верски центар тог доба, и тиме успео да уједини Визиготе и Хиспаноромане у борби против Византије. Ову везу је још више учврстио објавио ревидирани законик, Кодекс ревисус (лат. Codex Revisus), у коме је боље дефинисао недоречене законе, неке законе избацио а неке нове убацио и прилагодио га свом времену. Такође је почео да потискује Византинце и потчињава Баске у Пиринејима, Свеве у северозападном делу полуострва као и друга племена у унутрашњости. На границама је дизао утврђења и насељавао сељаке који су имали истовремено и задатак да их бране. Међутим, као аријанац, дошао је у сукоб са правоверним хришћанима, међу којима се нашао и његов син Херменегилд, гроф Бетике, који је био ожењен франачком принцезом. Под утицајем Леандра, бискупа из Севиље, Херменегилд је 579. године прешао у правоверно хришћанство и потом подигао буну, која је била угушена, а њему глава одрубљена..
Леовигилд је умро 586. године, а наследио га је млађи син Рекаред, који је недуго по очевој смрти одлучио да напусти аријанизам, ради измирења са правоверним хришћанима, чиме је желео да уклони највећи извор унутрашњих немира и сукоба између владајућих аријанских Визигота и њихових поданика Хиспаноромана, који су у великој већини исповедали правоверно хришћанство.
Рекаредову одлуку подржала је већина аријанских бискупа и визиготских великаша, али било је и оних који су се успротивили напуштању аријанизма, нарочито у Септиманији, где је 589. године избила побуна, коју је Рекаред брзо угушио. Исте године одржан је Трећи сабор у Толеду, на коме је уз учешће 62 бискупа усвојено ново исповедање вере, засновано на неправилном учењу о двоструком исхођењу Светог духа. Иако је у основи био заснован на Никејско-цариградском симболу вере, као основном мерилу хришћанског правоверја, новоусвојени Толедски симбол вере је садржао и једну значајну новину у виду уметка Филиокве (лат. Filioque), што није било у складу са начелима правоверног хришћанства. Упркос томе, ова разлика је занемарена, првенствено из политичких разлога, пошто је Рекаред тежио да оствари унутрашње јединство краљевства путем верског измирења и спајања Визигота и Хиспаноромана у један народ.
Трећи сабор у Толеду је био значајан и по томе што је означио унутрашње уједињење иберијског простора и зачетак изградње новог, хиспанског идентитета. Такође је означио и уједињење цркве и државе. Краљ је, по узору на Византију, постао врховни црквени поглавар. Бискупи су признали краља и монархију као једини поуздани гарант реда и закона, а краљ је заузврат признавао цркву као основу своје власти и моћи.
Визиготски краљеви су до пропасти Визиготског краљевства на почетку 8. века безуспешно покушавали да изборну монархију учине наследном, што је изазвало низ обрачуна који су на крају и дошли главе визиготског држави. Након смрти Рекареда, следили су краљеви чије су владавине биле кратког века — долазили су силом на престо и силом су уклањани с престола. Сисебут (612—621), је био један од оних који су се задржали дуже од пар година на престолу и чија је владавина остала запамћена по нетолерантним законима против Јевреја. Свинтила (621—631) је остао запамћен по томе што је коначно протерао Византију са Иберијског полуострва и био први визиготски краљ који је завладао целом Хиспанијом. Међутим, борбе за престо нису престајале и само су све више слабиле и разједињавале визиготску државу. С друге стране, исто толико је и верска нетрпељивост према Јеврејима и низ антијеврејских закона које су доносили разни краљеви у току своје владавине довела до тога да су и Јевреји радили на пропасти визиготског краљевства и прилично имали удела у муслиманској инвазији с почетка 8. века.

## Инвазија Мавара
Краљевство је преживело до 711, кад је краљ Родерих побеђен у инвазији Мавара.
Битка код Гвадалете 19. јула 711. означила је почетак маварског освајања Хиспаније. Већина Иберијског полуострва потпала је под мавараку власт до 718. године.
Визиготски племић Пелајо победио је муслимане и основао краљевство Астурију у северном делу Хиспаније. Пелајо, победом над Маварима 722. започео је реконкисту.